# Caye Quintana
Caye Quintana (ur. 20 grudnia 1993 w Isla Cristina) – hiszpański piłkarz występujący na pozycji napastnika. W latach 2021–2023 grał w polskiej Ekstraklasie reprezentując barwy Śląska Wrocław. Obecnie zawodnik Recreativo Huelva.

## Statystyki klubowe
(aktualne na 1 lipca 2022)
| Klub                | Sezon              | Liga                      | Liga  | Liga   | Puchar kraju | Puchar kraju | Europa | Europa | Suma  | Suma   |
| Klub                | Sezon              | Liga                      | Mecze | Bramki | Mecze        | Bramki       | Mecze  | Bramki | Mecze | Bramki |
| ------------------- | ------------------ | ------------------------- | ----- | ------ | ------------ | ------------ | ------ | ------ | ----- | ------ |
| Isla Cristina       | 2010/11            | Primera División Andaluza | 4     | 0      | —            | —            | —      | —      | 4     | 0      |
| Isla Cristina       | Łącznie w klubie   | Łącznie w klubie          | 4     | 0      | 0            | 0            | 0      | 0      | 4     | 0      |
| Recreativo Huelva B | 2011/12            | Tercera Division          | 1     | 0      | —            | —            | —      | —      | 1     | 0      |
| Recreativo Huelva B | 2012/13            | Tercera Division          | 26    | 6      | —            | —            | —      | —      | 26    | 6      |
| Recreativo Huelva B | 2013/14            | Tercera Division          | 15    | 5      | —            | —            | —      | —      | 15    | 5      |
| Écija Balompié      | 2013/14            | Segunda División B        | 9     | 2      | —            | —            | —      | —      | 9     | 2      |
| Écija Balompié      | Łącznie w klubie   | Łącznie w klubie          | 9     | 2      | 0            | 0            | 0      | 0      | 9     | 2      |
| Recreativo Huelva B | 2014/15            | Tercera Division          | 19    | 3      | —            | —            | —      | —      | 19    | 3      |
| Recreativo Huelva B | Łącznie w klubie   | Łącznie w klubie          | 61    | 14     | 0            | 0            | 0      | 0      | 61    | 14     |
| Recreativo Huelva   | 2014/15            | Segunda División          | 19    | 4      | 0            | 0            | —      | —      | 19    | 4      |
| Real Valladolid B   | 2015/16            | Segunda División B        | 33    | 7      | —            | —            | —      | —      | 33    | 7      |
| Real Valladolid B   | Łącznie w klubie   | Łącznie w klubie          | 33    | 7      | 0            | 0            | 0      | 0      | 33    | 7      |
| Real Valladolid     | 2015/16            | Segunda División          | 1     | 0      | 0            | 0            | —      | —      | 1     | 0      |
| Real Valladolid     | Łącznie w klubie   | Łącznie w klubie          | 1     | 0      | 0            | 0            | 0      | 0      | 1     | 0      |
| Racing Santander    | 2016/17            | Segunda División B        | 18    | 2      | 2            | 1            | —      | —      | 20    | 3      |
| Racing Santander    | Łącznie w klubie   | Łącznie w klubie          | 18    | 2      | 2            | 1            | 0      | 0      | 20    | 3      |
| RCD Mallorca B      | 2016/17            | Segunda División B        | 14    | 4      | —            | —            | —      | —      | 14    | 4      |
| RCD Mallorca B      | Łącznie w klubie   | Łącznie w klubie          | 14    | 4      | 0            | 0            | 0      | 0      | 14    | 4      |
| FC Jumilla          | 2017/18            | Segunda División B        | 33    | 5      | —            | —            | —      | —      | 33    | 5      |
| FC Jumilla          | Łącznie w klubie   | Łącznie w klubie          | 33    | 5      | 0            | 0            | 0      | 0      | 33    | 5      |
| Recreativo Huelva   | 2018/19            | Segunda División B        | 39    | 18     | —            | —            | —      | —      | 39    | 18     |
| Recreativo Huelva   | Łącznie w klubie   | Łącznie w klubie          | 58    | 22     | 0            | 0            | 0      | 0      | 58    | 22     |
| Cádiz CF            | 2019/20            | Segunda División          | 13    | 1      | 2            | 0            | —      | —      | 15    | 1      |
| Cádiz CF            | Łącznie w klubie   | Łącznie w klubie          | 13    | 1      | 2            | 0            | 0      | 0      | 15    | 1      |
| CF Fuenlabrada      | 2019/20            | Segunda División          | 14    | 0      | 0            | 0            | —      | —      | 14    | 0      |
| CF Fuenlabrada      | Łącznie w klubie   | Łącznie w klubie          | 14    | 0      | 0            | 0            | 0      | 0      | 14    | 0      |
| Málaga CF           | 2020/21            | Segunda División          | 35    | 3      | 3            | 2            | —      | —      | 38    | 5      |
| Málaga CF           | Łącznie w klubie   | Łącznie w klubie          | 35    | 3      | 3            | 2            | 0      | 0      | 38    | 5      |
| Śląsk Wrocław       | 2021/22            | Ekstraklasa               | 25    | 2      | 1            | 0            | 1      | 0      | 27    | 2      |
| Śląsk Wrocław       | 2022/23            | Ekstraklasa               |       |        |              |              |        |        |       |        |
| Śląsk Wrocław       | Łącznie w klubie   | Łącznie w klubie          | 25    | 2      | 1            | 0            | 1      | 0      | 27    | 2      |
| Łącznie w karierze  | Łącznie w karierze | Łącznie w karierze        | 318   | 62     | 8            | 3            | 1      | 0      | 327   | 65     |